# Avernus (geslacht)
Avernus is een geslacht van cicaden uit de familie Aphrophoridae. De wetenschappelijke naam van het geslacht is voor het eerst geldig gepubliceerd door Stål in 1866.

## Soorten
Het geslacht omvat de volgende soorten:
- Avernus ocelliger  (Walker, 1851)
- Avernus ochraceiventris  Schmidt, 1911
- Avernus sphenorhinomimus  Schmidt, 1910
- Avernus taeniatifrons  Schmidt, 1932